# Еліза Кук
Еліза Кук (англ. Eliza Cook; 24 грудня 1818 — 23 вересня 1889, Вімблдон, Лондон) — англійська поетеса.

## Життєпис і творчість
У 1835 році опублікувала першу збірку віршів: «Lays of a Wild Harp», за якою в 1838, 1864 і 1865 вийшли інші. З 1849 по 1854 видавала журнал: «Eliza Cook's Journal» та більшу частину статей, надрукованих тут, видала пізніше окремо під назвою «Jottings from my Journal» (1860).
У 1865 видала збірку афоризмів та сентенцій «Diamond Dust». Деякі її вірші тривалий час передруковувалися в шкільних та інших хрестоматіях (наприклад, «The English man», «The Rover's Song»).

## Особисте життя
Кук була прихильницею політичної та сексуальної свободи для жінок. Деякі дослідники дійшли висновку, що Еліза Кук та деякі з її читачок були лесбійками. Її колеги описували її як таку, що мала коротке «хлопчаче» волосся, «чоловічу зовнішність», і згадували, що вона носила піджаки з лацканами, які підкреслювали передню частину її сорочки та рюші, що описувалося як «дуже чоловічий стиль, який вважався дивним у той час». Кук була близькою подругою та коханкою американської акторки Шарлотти Кушман. Кук і Кушман іноді носили однакові сукні, що символізувало їхню дружбу та «відмінність від гетеросексуальних жінок».